# Ду-Бойз (Небраска)
Ду-Бойз (англ. Du Bois) — селище (англ. village) в США, в окрузі Поні штату Небраска. Населення — 122 особи (2020).

## Географія
Ду-Бойз розташований за координатами 40°2′4″ пн. ш. 96°2′48″ зх. д. / 40.03444° пн. ш. 96.04667° зх. д. (40.034538, -96.046672).  За даними Бюро перепису населення США в 2010 році селище мало площу 1,18 км², уся площа — суходіл.

## Демографія
Згідно з переписом 2010 року, у селищі мешкало 147 осіб у 66 домогосподарствах у складі 39 родин. Густота населення становила 125 осіб/км².  Було 84 помешкання (71/км²).
Расовий склад населення:
| - 92,5 % — білих - 4,1 % — осіб інших рас |

До двох чи більше рас належало 3,4 %. Частка іспаномовних становила 4,1 % від усіх жителів.
За віковим діапазоном населення розподілялося таким чином: 21,8 % — особи молодші 18 років, 52,3 % — особи у віці 18—64 років, 25,9 % — особи у віці 65 років та старші. Медіана віку мешканця становила 49,2 року. На 100 осіб жіночої статі у селищі припадало 116,2 чоловіків;  на 100 жінок у віці від 18 років та старших — 98,3 чоловіків також старших 18 років.
Середній дохід на одне домашнє господарство  становив 52 700 доларів США (медіана — 49 821), а середній дохід на одну сім'ю — 57 976 доларів (медіана — 50 833). Медіана доходів становила 43 750 доларів для чоловіків та 27 000 доларів для жінок. За межею бідності перебувало 5,8 % осіб, у тому числі 0,0 % дітей у віці до 18 років та 12,2 % осіб у віці 65 років та старших.
Цивільне працевлаштоване населення становило 76 осіб. Основні галузі зайнятості: виробництво — 30,3 %, будівництво — 21,1 %, сільське господарство, лісництво, риболовля — 13,2 %, освіта, охорона здоров'я та соціальна допомога — 10,5 %.